# Odontophrynus toledoi
Odontophrynus toledoi — вид жаб родини Odontophrynidae. Описаний у 2022 році.

## Назва
Вид названо на честь бразильського герпетолога професора Луїша Феліпе Толеду за його внесок у вивчення природної історії неотропічних земноводних, особливо тих, що мешкають в атлантичному лісі.

## Поширення
Вид поширений на південному сході Бразилії. Мешкає в атлантичному лісі в горах Мантикейра.